# Обуховичи (село)
Обу́ховичи (укр. Обуховичі) — село, входит в Иванковский район Киевской области Украины.
Население по переписи 2001 года составляло 1640 человек. Почтовый индекс — 07254. Телефонный код — 4591. Занимает площадь 6,1 км². Код КОАТУУ — 3222082701.

## Местный совет
07254, Київська обл., Іванківський р-н, с. Обуховичі